# Саваннские языки
Саваннские языки — языковая семья в составе нигеро-конголезских языков, включающая ранее выделяемые в отдельные семьи языки гур и адамава-убангийские языки. Пересмотр классификации был вызван признанием того, что языки адамава, по-видимому, не представляли собой единой группы, и к тому же не обязательно имели столь же близкую степень родства с убангийскими языками, как с языками гур. Название «языки гур» сохранилось только за центральной ветвью бывшей гипотетической семьи гур.
В настоящее время саваннские языки включают следующие:
- Убангийские языки
- (Центральные) языки гур
- Языки куланго (куланго, лорхон, ранее включались в состав языков гур)
- Бариба (Baatonũ, ранее включался в состав языков гур)
- Вьемо (ранее включался в состав языков гур)
- Тьефо (ранее включался в состав языков гур)
- Вара, или натьоро, ранее включался в состав языков гур
- Тусья, ранее включался в состав языков гур
- Языки чамба-мумуйе (адамава)
- Языки мбум-дай (адамава) — болго
- Языки бамбука (адамава)
- Ваджа, или кам (адамава)
- ? Ба

Кроме того, языки пре (бере) и фали-баисса с неясной классификацией могут относиться к данной семье.